# Ctenane labuana
Ctenane labuana là một loài bướm đêm thuộc phân họ Arctiinae, họ Erebidae.